# NGC 213
NGC 213 је спирална галаксија у сазвежђу Рибе која се налази на NGC листи објеката дубоког неба.
Деклинација објекта је + 16° 28' 11" а ректасцензија 0h 41m 9,9s. Привидна величина (магнитуда) објекта NGC 213 износи 13,5 а фотографска магнитуда 14,4. NGC 213 је још познат и под ознакама UGC 436, MCG 3-2-23, CGCG 457-26, PGC 2469.